# Rue Androuet
La rue Androuet est une voie du 18e arrondissement de Paris, en France.

## Situation et accès
La rue Androuet est une voie publique située dans le 18e arrondissement de Paris. Elle débute au 54, rue des Trois-Frères et se termine au 57, rue Berthe.

## Origine du nom
Elle porte le nom de l'architecte Jacques Androuet du Cerceau (1510-1585).

## Historique
Cette voie est ouverte sur le territoire de l'ancienne commune de Montmartre en 1840 sous le nom de « rue de l'Arcade ».
Classée dans la voirie parisienne par un décret du 23 mai 1863, elle prend sa dénomination actuelle par un décret du 24 août 1864.
Durant l'été 2015, elle est provisoirement rebaptisée « rue de Flandre ».

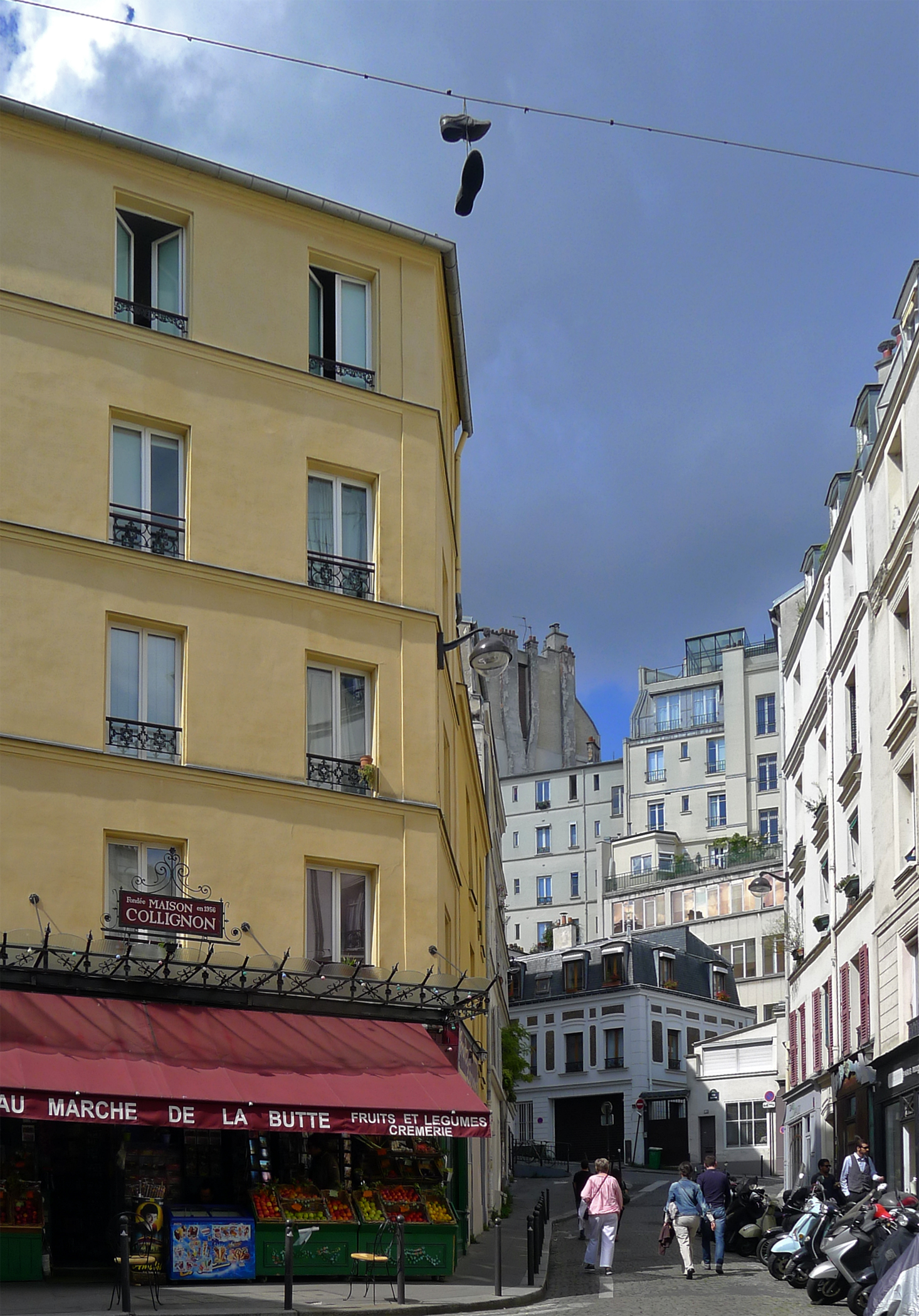
Épicerie Maison Collignon.
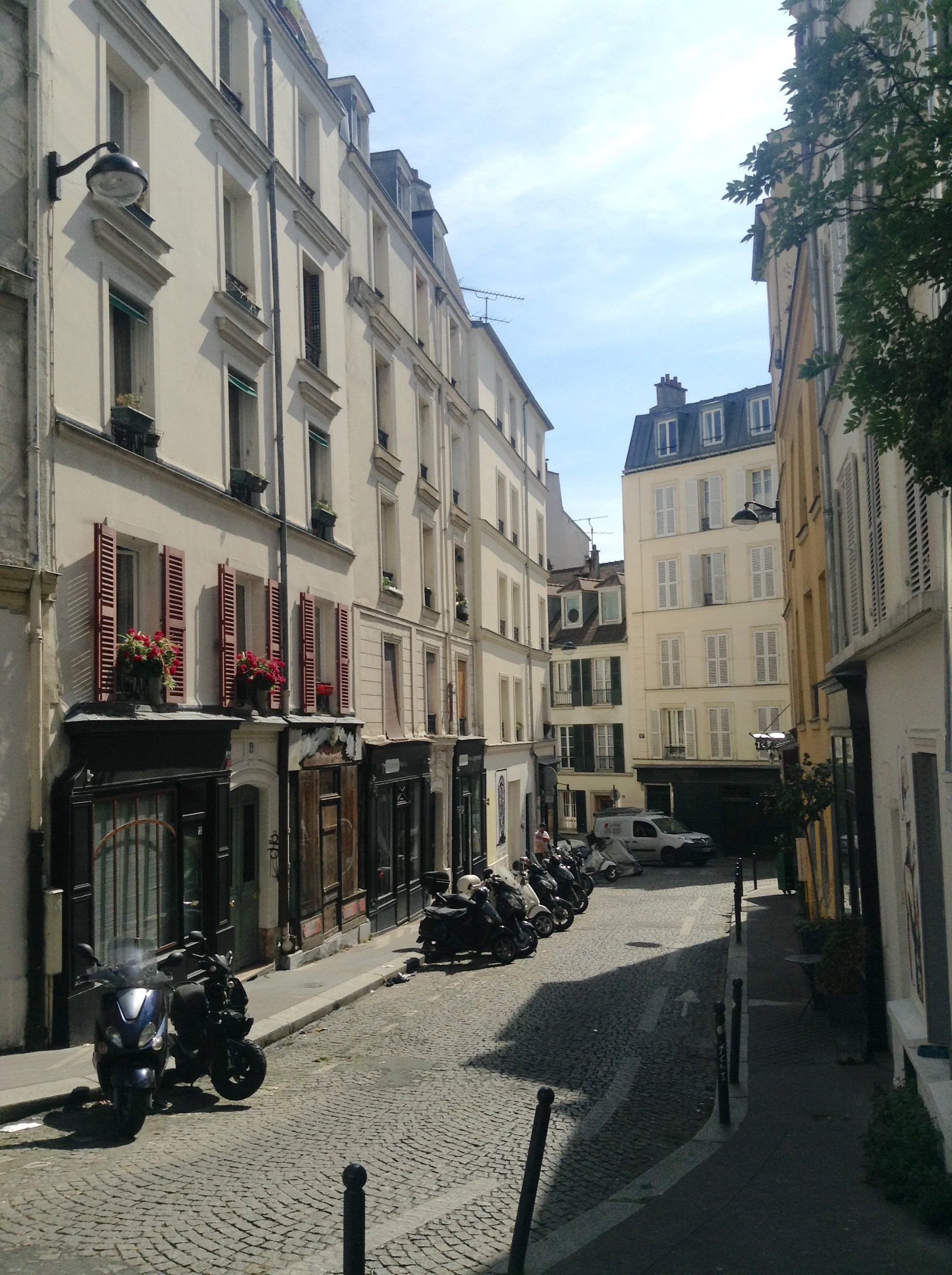
La rue Androuet, vue de la rue Berthe.

## Bâtiments remarquables et lieux de mémoire
- L'épicerie Maison Collignon figurant dans le film Le Fabuleux Destin d'Amélie Poulain est située à l'angle de la rue et de celle des Trois-Frères.
- En 2020, la rue est utilisée comme lieu de tournage pour des scènes du film Adieu monsieur Haffmann, réalisé par Fred Cavayé avec Daniel Auteuil, Sara Giraudeau et Gilles Lellouche[2],[3],[4].